# Документальная поэзия
Документальная поэзия (англ. Documentary poetry, также docupoetry) — тип поэтического текста, основанный на художественной переработке различных официальных и личных документов: служебных записок, судебных протоколов, дневников, писем и т. п. Документальная поэзия существует на границе традиционной художественной литературы и нехудожественной литературы, в различной степени трансформируя свой исходный материал и выстраивая сложную субъектность речи, принадлежащей отчасти поэту, а отчасти — автору или авторам документа.
По мнению некоторых современных поэтов и исследователей, сегодня документальная поэзия становится всё более важным способом поэтического высказывания — в том числе, как полагает поэт Сергей Завьялов, из-за необходимости дать голос представителям социокультурных групп, не имеющих возможности выразить себя самостоятельно.